# Idioma enxet
El enxet es un idioma hablado en el Departamento de Presidente Hayes del Paraguay por el pueblo del mismo nombre. Pertenece a la familia de las lenguas mascoyanas. Constituye una de las veinte lenguas nativas habladas en el Gran Chaco. Antiguamente se lo consideraba un dialecto del idioma "lengua" (o Vowak, Powok); pero el enxet (lengua del sur) y enlhet (lengua del norte) se separaron a medida que se constataron grandes diferencias entre sí.